# Vaga de Manresa de 1946
La vaga de Manresa de 1946 fou una vaga dura a terme pels treballadors del sector tèxtil de Manresa el gener de 1946, una de les primeres realitzades durant el franquisme. A causa de l'anguniosa situació alimentària agreujada per la manca de treball i l'augment de les restriccions elèctriques, que obligaven a jornades de treball aclaparadores, augmentà el descontentament dels treballadors del sector tèxtil. El moviment s'inicià el 25 de gener pels treballadors de Tèxtils Bertrand Serra SA quan se'ls va descomptar de la nòmina el jornal del dia 24, no treballat per la festa de l'alliberament. En no arribar a un acord amb l'empresa iniciaren una vaga de braços plegats. Immediatament van rebre el suport d'UGT, CNT i PSUC.
El governador civil, Bartolomé Barba Hernández, hi va enviar la policia i la guàrdia civil per tal d'intimidar als vaguistes, que reclamaven més menjar, un salari més real i que augmentessin els articles de primera necessitat. Per tal d'apaivagar la repressió, el pes del moviment vaguista el van dur a terme dones. Finalment, aconseguiren un augment de salaris, el cobrament de la paga del dia 24 i la creació d'economats a les fàbriques. Tanmateix, alguns treballadors que havien militat a la CNT i al Partit Obrer d'Unificació Marxista (POUM) foren detinguts i després acomiadats.

## Fets
Diversos historiadors i historiadores consideren la vaga general que es va iniciar a Manresa al gener del 1946 com la primera gran vaga del franquisme. No va ser la primera vaga, ni tampoc la primera protagonitzada per dones, ja que a principis de gener hi havia hagut una altra vaga a Castellar del Vallès, també protagonitzada per dones, però, malgrat el silenci de la premsa franquista, va influenciar tot un moviment vaguístic arreu de l'estat espanyol que es perllongaria durant els anys 1946 i 1947.
El 25 de gener de 1946 va començar a la fàbrica Bertrand i Serra —Fàbrica Nova, la fàbrica tèxtil més gran d'Espanya— una vaga que duraria fins al dia 31. Les treballadores de la fàbrica, que portaven temps demanant un plus de vida cara que no se’ls va donar, van veure amb sorpresa que, en anar a cobrar la setmanada, cobraven un dia de menys. El dijous havia estat festa per celebrar-se el dia de la «liberación» —és a dir, l'aniversari de l'entrada de les tropes franquistes a Manresa— i no s'havia pagat. Segons explica una de les vaguistes, Laura Sanmiquel, en el seu diari, el divendres 25 a la tarda, «Al jornal, a l'hora de pagar pararen les màquines negant-se a cobrar. Només els batans i les cardes han treballat fins a plegar. Els altres no han treballat més». L'endemà no va treballar ningú. Demanaven que els paguessin el dia de festa i un plus de vida cara. L'alcalde, Joan Montardit, va fer costat al propietari de la fàbrica i en no aconseguir que les treballadores deixessin la vaga, el propietari es va reunir amb el governador civil per intentar arribar a un acord, sense aconseguir-ho. El dimecres dia 30, quan entrava el segon torn de treballadores, la guàrdia civil va impedir que el primer torn sortís i es van quedar totes tancades a la fàbrica. A més, com que les màquines continuaven aturades, el governador civil va decidir la intervenció de la guàrdia armada o policia armada, temuts per la seva duresa, que van arribar aquella tarda, però les màquines van continuar aturades. El dia 31 a la tarda va anar personal a la fàbrica disposat a treballar. Les dones tancades a dins els pregunten per què: s'havia fet un pregó on s'exposaven els augments. Els pagaven el dia festiu i un plus de 75 pessetes, a més d'aconseguir un economat.
Com a anècdota, val a dir que es va remorejar que l'alcalde de Manresa, Joan Montardit, havia cessat a causa de la vaga, però sembla que ja havia presentat la seva dimissió amb anterioritat.

## Conseqüències
Malgrat la por i la repressió dels anys quaranta aquestes dones van tenir la força i voluntat suficient per iniciar la vaga i guanyar-la. A més, va ser l'espurna per a les vagues que s'iniciarien a partir d'aquí. Les dones van organitzar piquets a totes les fàbriques i s'hi van unir els comerços, les cafeteries i els cinemes. Més tard, durant el primer semestre de 1946 va haver vagues al Vallès —Terrassa, Manresa, Granollers— al Baix Llobregat, al Barcelonès, a Mataró, a Palamós; a empreses com la Maquinista Terrestre y Marítima, l'Espanya Industrial, la Hispano-Suiza, Olivetti, Siemens, Altos Hornos de Hospitalet. I també a la resta d'Espanya: Sanitaris de València i Alacant, Renfe a Sevilla...
Moltes d'aquestes vagues es van donar en el sector tèxtil i les dones en foren les seves protagonistes. A Mataró, una vaga a la fàbrica Can Minguell al mes de març, per cobrar un plus ja concedit un any abans, es va estendre per altres fàbriques tèxtils de Mataró, i la detenció de quatre militants pertanyents a sindicats i organitzacions clandestines va causar manifestacions de dones que van cridar davant de la guàrdia civil. També elles van aconseguir que s'atenguessin les seves demandes. Malgrat la dura repressió, les dones van ser protagonistes de moltes vagues, tot i ser apallissades per la policia armada o ser detingudes, com en el cas de Casa Prats o de la vaga al Vapor Nou de Barcelona.